# Imperium

Romerska riket, staten där begreppet "imperium" hade sitt ursprung.

Imperium (från latinets imperium, 'befäl', 'makt', 'välde') syftar i allmänhet på en centraliserad stat som omfattar flera nationer eller folkslag. Ursprungligen användes begreppet inom romerska riket för höga befattningshavares myndighet, men genomgick en betydelseglidning och kom att syfta på rikets maktsfär.
Ett imperium skiljer sig från federationen genom att inte erbjuda politisk representation till alla områden. Det skiljer sig från nationalstaten genom att vara mångkulturellt.
Organiserad strävan att bilda eller upprätthålla ett imperium kallas imperialism.

## Historik

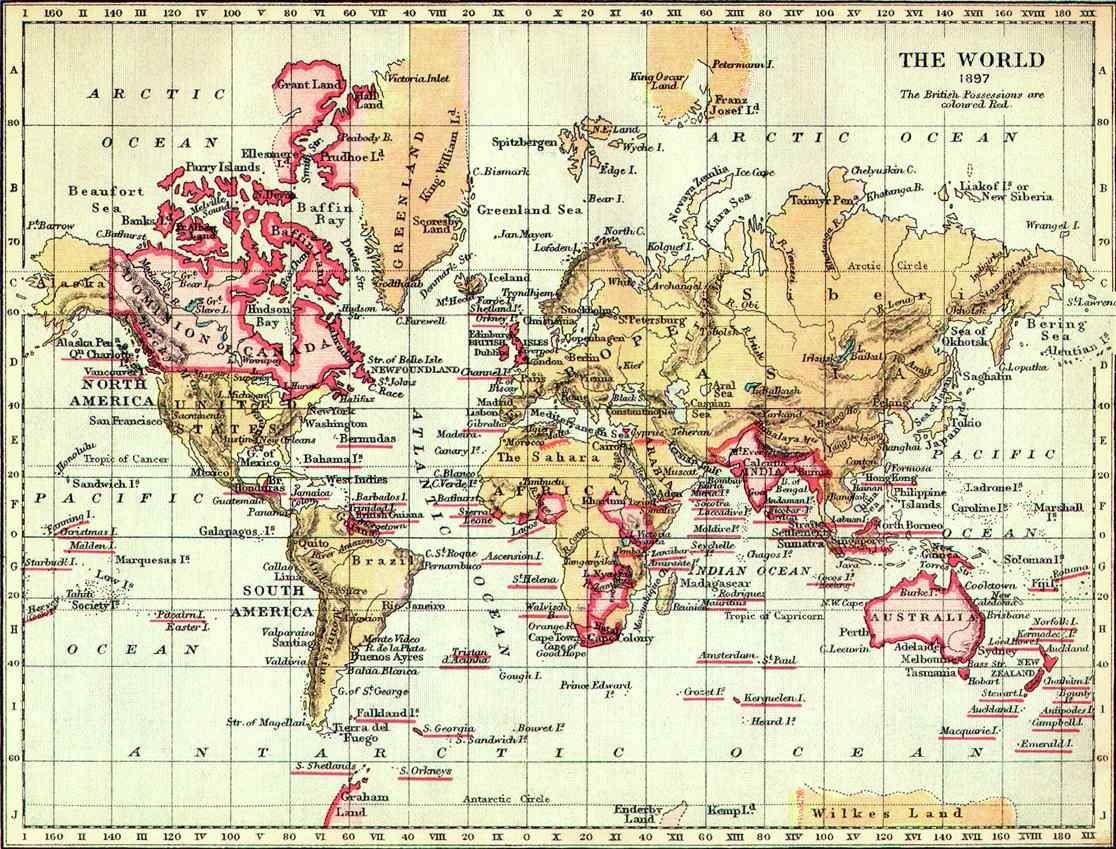
Brittiska imperiet 1897, markerat i rosa; är det största imperium som funnits i världen.

Imperier fanns långt före romarriket - det gamla Egypten härskade till exempel över Nubien och Levanten. Kolonialvälden som uppstod från 1500-talet och framåt var imperier. Efter andra världskrigets slut har det blivit ovanligt att annektera främmande landområden.

## Andra betydelser
Inom juridiken kan ordet fortfarande ha en betydelse liknande denna, då det hänsyftar till statens rätt till maktutövning inom sitt territorium (till skillnad från dess dominium, dess civilrättsliga äganderätt).
Senare har ordet imperium kommit att syfta på något som har en stor maktbas inom näringsliv, kriminalitet eller liknande.

### Imperier
- Akemenider
- Mauryariket
- Mongolväldet
- Ryska Imperiet
- Spanska imperiet
- Umayyaderna

### Begrepp
- Imperator
- Imperiet
- Federation
- Kejsare
- Konfederation
- Nationalstat
- Vasall

### Övrigt
- Rymdimperiet